# 忍者 (民兵)
“忍者”民兵是刚果（布）境内的一股民兵势力，大部分来自普尔地区乃至布拉柴维尔的巴刚果区和马凯莱凯莱区。20世纪90年代和21世纪初参与过多次战争和叛乱，司令是弗雷德里克·宾参古（Frédéric Bintsangou），又名巴斯托尔·恩图米（Pastor Ntoumi），创立者是贝尔纳·科莱拉斯（Bernard Kolélas）。1999年时已不清楚科莱拉斯是否仍然掌握这支武装。

## 人物和理念
“忍者”以日本忍者得名，与巴刚果族关系密切。据称恩图米是狂热的领导人和“救世主似的牧师”。2003年，他对一名记者称，是圣灵要他组建这支武装。他们穿紫色衣服，象征受难，头发编成长发绺。报道称他们相信启示即将来临。2000年的一篇报道中援引了一名“忍者”领导人的话，称“普尔地区约有16000名‘忍者’”。根据IRIN在2002年的一篇新闻，分析家认为恩图米领导着“几百名忠于他的战士和至多3000名联系松散的战士”，这3000人力量分散，并不热心。 

## 历史
“忍者”由创办者贝尔纳·科莱拉斯（Bernard Kolélas）于20世纪90年代初期从他的“刚果民主和全面发展运动（Mouvement Congolais pour la Démocratie et la Développement Integral）”党派中招募人马而成立。1993年充满争议的大选之后，刚果（布）境内各种民兵势力的冲突此起彼伏，直到1994年。这期间“忍者”与忠于前总统德尼·萨苏-恩格索的“眼镜蛇”民兵结盟，反对忠于时任总统帕斯卡尔·利苏巴的“Cocoye”民兵。
1997年刚果（布）内战爆发，最终以利苏巴倒台、萨苏重登总统之位而结束。内战中科莱拉斯支持利苏巴，“忍者”反对“眼镜蛇”，惨败于萨苏的部队之后撤入普尔地区，制造了一起反对新政府的暴乱。“忍者”与Cocoye成立“刚果全国解放运动（Mouvement National pour la Liberation du Congo，MNLC）”，形成联盟。1999年，“忍者”和Cocoye的领导人签署了一项停火协议，但遭到科莱拉斯的谴责。经历了停火和反政府行动的失败后，约2000名“忍者”和Cocoye民兵向政府投降。
2002年和2003年，“忍者”与政府军发生过几次摩擦，导致大批人员伤亡。2003年3月，“忍者”领导人与政府达成协议停止在普尔地区的敌对状态，但仍有相当数量的民兵仍然活跃，参与抢劫民众和劫掠火车的行动。截至2009年，普尔地区南部仍有“忍者”的活动。
2007年6月，恩图米宣布“忍者”“正在成为建设性的反对党”，决定“为普尔和全国和平而努力”；他统辖的民兵成员在金卡拉的一次仪式上焚烧了约100件武器。2007年9月他获得政府职位，但之后一直隐蔽，直到2009年12月才去布拉柴维尔上任。 科莱拉斯死于2009年。

## 侵犯人权状况
根据2000年美国移民归化局的一份报告，有“大量关于‘忍者’民兵组织严重侵犯人权行为的可靠报告……包括劫持人质、酷刑、非法处决。”国际特赦组织一份为美国移民归化局援引的报告称“1997年6月起，‘忍者’和‘Cocoye’参战双方据报道屠杀了几百人，另可能有数千非武装平民在巴刚果和马凯莱凯莱要塞的路障处被杀。” 